# Ermita de Santa María (Tramacastiel)
La ermita de Santa María (también, Ermita de Santamaría), es un santuario católico situado en Tramacastiel, municipio de la provincia de Teruel, en la (Comunidad Autónoma de Aragón, España).

## Ubicación
Se halla en un cerro alomado denominado «Las Suertes», situado al norte de la población, su construcción data del siglo XVI y fue iglesia parroquial de la villa.
Por su cabecera discurre el Camino de la Vera Cruz desde los Pirineos, en el tramo alternativo que une Villel vía el «Santuario de la Fuensanta» y Tramacastiel.

## Historia
La primera mención al lugar de Tramacastiel se halla en cierto documento del siglo XII (1187), relativo a la donación de Alfonso II de Aragón de la villa de Villel, con sus aldeas y pertenencias a la Orden de Monte Gaudio, con sede en Alfambra (Teruel).- Pero la Ermita de Santa María no se documenta hasta el siglo XVI, cuando siendo iglesia parroquial cambió de título al construirse el nuevo templo, pasando a denominarse «San Cristóbal y Santa Bárbara»:

«Hay en esta villa la hermita de S. Cristóbal y Sta. Barbara que esta a de ser su invocación,aunque no ay retablo y era antes la Iglesia Parroquial. Tiene un quadro de la Adoración de los Reyes que sirve de retablo, el qual es de pincel y del rector Pedro Gil».
Las iglesias de la diócesis de Albarracín, César Tomás Laguía

Poseía «un magnífico retablo gótico, procedente quizá de la antigua iglesia de su castillo, que sin duda fue la primera iglesia parroquial de la villa». Dicho retablo fue destruido en los meses previos al levantamiento militar derechista de julio de 1936, entre febrero y julio de ese año, periodo también conocido como «primavera trágica».-

## Descripción
La construcción posee planta alargada, está orientada en sentido este (cabecera) oeste (pies), sus muros aparecen remozados y encalados y su «cobertura es a dos aguas, basada en teja árabe dispuesta en canal y cobija, y alero simple». La entrada se abre en el muro meridional, lado de la epístola, a la cabecera posee varios contrafuertes laterales y dos ventanas de culto rejadas en la fachada occidental. Vacía de mobiliario, el interior se halla enladrillado de baldosas rojizas, con rodapiés y poyo corrido en ambos lados. Lo más llamativo, sin embargo, es la cubierta de madera, que ha sido restaurada con esmero:

«La estructura muestra una cobertura de madera, basada en el sistema par-hilera propio de las techumbres mudéjares a dos aguas, con los pares de vigas (alfardas o pares) dispuestas según la vertiente del tejado, confluyendo en una viga superior (hilera). Los estribos laterales no son visibles, por estar embebidos en los muros, pero sí los tirantes, dando a la armadura un aspecto sólido y bello».
Tramacastiel, pueblo de Teruel (y II), Alfredo Sánchez Garzón

Posee coro alto a los pies, al que se accede mediante somera escalerita situada a la izquierda de la entrada, lado de la epístola. El coro posee una sencilla baranda en el antepecho , basada en listones de madera con pasamanos, apoyado por delante en una sólida viga con zapatas laterales. La parte más notable y antigua de la edificación, además de la techumbre restaurada, es el presbiterio, separado de la nave por un sólido arco toral:

«El recinto presbiteral muestra una sencilla cúpula con crucería gótica -y un florón central con una cruz griega labrada-, lo que hace pensar que su construcción data del siglo XVI, aunque posteriormente reformada».
Tramacastiel, pueblo de Teruel (y II), Alfredo Sánchez Garzón

Asimismo, posee altar de obra adosado, situado dos peldaños por encima de piso del templo, y un sencillo púlpito de obra en el lado del evangelio, situado en la nave, por delante del arco toral.
Magníficamente restaurada, «la Ermita de Santa María impresiona por su sencilla y recia belleza», acorde con el entorno en el que se alza. Desde el cerro en el que se ubica puede admirarse una estupenda vista del caserío de la villa, situado meridionalmente respecto del ermitorio, en la cota baja de la ladera sobre la que asienta, con las ruinas del antiguo castillo medieval al fondo y el valle del Regajo a la derecha.

## Culto y tradición
La Ermita de Santa María carece de ornamentos y muebles propios, sin más culto que una procesión para el rezo del Vía Crucis que tiene lugar el Viernes Santo, momento en que la feligresía sube a la ermita desde el templo parroquial -siguiendo las estaciones del Camino de la Pasión de Cristo-: basadas en pilones de obra con hornacina y ladrillos cerámicos en una sola pieza, obra de Domingo Punter, Teruel (1998).